# Toussaint Rose
Toussaint Rose, marquis de Coye, né à Provins le 3 septembre 1611 et mort à Paris le 6 janvier 1701, est un magistrat français. Il fut président de la Chambre des comptes de Paris, secrétaire de Mazarin puis de Louis XIV, avant d'être élu à l'Académie française en 1675 au fauteuil 2.

## Biographie
Toussaint Rose est le fils d'Étienne Rose, seigneur de Jarrier et de Cormeron, marchand mercier et échevin de Provins, maître d'hôtel ordinaire du roi, et de Marie Joly. Marié à Madeleine de Villiers, leur petite-fille est l'épouse de Antoine Portail.
- - En janvier 1655, Toussaint Rose, secrétaire particulier de Mazarin, avant de devenir la "main" de Louis XIV, obtient le brevet de "conseiller ordinaire du roi en ses Conseils d'État et privés et direction de ses finances". Il accède ainsi au rang des premiers serviteurs du roi. L'acte détaille ses actions qui lui ont valu cette distinction :
- "Entre autres considération de ce que le dit Rose avait rendu des services à Sa Majesté, tant en l'expédition d'une bonne partie des plus secrètes et importantes dépêches qui s'étaient faites pour son service, qu'en diverses négociations qu'elle lui avait commises, et notamment dans le voyage que le dit Rose fit par l'ordre de Sa Majesté auprès du duc Charles de Lorraine en 1652, où le dit sieur Rose réussit pleinement à la Satisfaction de Sa Majesté, quoiqu'il eût à traiter d'affaires for épineuses et dans une conjoncture peu favorable aux bonds desseins de Sa Majesté".
- Toussaint Rose a effectué plusieurs missions au service du roi :
- - Une première mission, à Brouage en 1650 : Rose a été chargé de faire équiper une flotte contre les Frondeurs bordelais. Il a réussi à raffermir l'obéissance vacillante du gouverneur de la place, ce qui "facilita beaucoup dans la suite la réduction de Bordeaux à l'obéissance de Sa Majesté".
- En 1652, il parvient à détourner le duc de Lorraine de son dessein de faire marcher ses troupes "contre l'armée Sa Majesté".

Toussaint Rose devient « secrétaire de la plume » auprès de Louis XIV durant quarante ans. 
En tant que "secrétaire du cabinet", il était chargé de signer à la place du Roi des documents officiels. 
Il savait tellement bien imiter la signature de Louis XIV que certains autographes du grand Roi pourraient être contestés.
Les recueils de lettres fabriqués par Rose montrent l'obéissance absolue au roi. En voici un exemple : cette note du 26 mars 1662, en marge d'une lettre au roi d'Espagne pour lui annoncer le mariage de Monsieur, le frère de Louis XIV :

"cette lettre fut apportée toute minutée par M. de Lionne au Roy ; mais Sa Majesté, ayant commencé la copie de sa main, m'appela et me commanda de l'achever de la mienne ; ce qui fit en sorte qu'il semblait que ce fût une même écriture. je trouvai qu'on se fut bien passé du mot d'agrément comme trop chatouilleux d'un fils de France à un Roy d'Espagne, mais du Roy qui esprit je n'osai par respect y toucher et fit ce qui me fut commandé."

Toussaint Rose fut nommé président de la Chambre des comptes de Paris en 1661.
C’est grâce à son intervention auprès du roi que fut rendue l’ordonnance de 1667, en vertu de laquelle l’Académie dut être reçue avec les cours supérieures. Ce fut sûrement la raison pour laquelle il devint académicien, car il n’avait rien publié lorsqu’il fut admis le 2 décembre 1675 en remplacement de Conrart et reçu le 12 décembre par Régnier-Desmarais. Il fut du parti des anciens, et lorsqu’il s’agit de remplacer Colbert, il soutint la candidature de Boileau contre celle de La Fontaine ; il prononça des harangues académiques, fit un discours au roi, en 1679, sur la paix, et fut un des six premiers académiciens admis aux spectacles de la cour.
En 1684, le roi lui a donné une charge de conseiller président en la Chambre des comptes de Paris en remplacement du président Louis Bétault. Cette nomination a été enregistrée immédiatement malgré les observations des officiers de la Chambre.
Il épousa Madeleine de Villiers, fille de Claude, avocat au parlement de Paris, et de Mlle Rayer. Le gendre de son fils Louis, le président Antoine Portail fut également, sans grand titres littéraires, membre de l'Académie française.
- À la Bibliothèque Nationale de France, on consultera, à la cote NAF 4797-4800, le Recueil des lettres importantes écrites de la main de Louis XIV depuis la mort du Cardinal Mazarin en 1661 au Pape, à l'Empereur, aux Roys, aux Reines, Princes, Princesses, Cardinaux, Prélats, Ducs et Pairs, et Maréchaux de France, Ambassadeurs et Ministres étrangers, par M. Roze, Secrétaire du Cabinet.
- Ce recueil, constitué des lettres écrites par Toussaint Rose sous la dictée du roi, comporte de nombreuses annotations explicatives de Rose lui-même.

## Description par Saint-Simon
Le duc de Saint-Simon, tout en racontant dans ses mémoires plusieurs anecdotes plaisantes à son sujet, en brosse le portrait :
"Rose était un petit homme ni gras ni maigre avec un assez beau visage, une physionomie fine, des yeux perçants et pétillants d'esprit, un petit manteau, une calotte de satin sur ses cheveux presque blancs, un petit rabat uni presque d'abbé, et toujours son mouchoir entre son habit et sa veste : il disait qu'il état là plus près de son nez. Il m'avait pris en amitié, se moquait très librement des princes étrangers, de leurs rangs, de leurs prétentions, et appelait toujours les ducs avec qui il était familier : Votre Altesse Ducale ; c'était pour rire de ces autres prétendues Altesses. Il était extrêmement propre et gaillard, et plein de sens jusqu'à la fin. C'était une sorte de personnage."

## Iconographie
Le portrait de Toussaint Rose par François de Troy, qui fait partie des collections du musée Carnavalet (E. 5037) est déposé au château de Versailles.